# Лазарев, Валерий Александрович
Вале́рий Алекса́ндрович Ла́зарев (18 ноября 1951 — 2 марта 2018) — советский футболист, полузащитник. Тренер и педагог.
С 1969 года выступал за команду института имени Лесгафта под руководством Германа Зонина, играл за ленинградский «Локомотив». В 1973 году был взят в дубль «Зенита», отслужил один год в армии под Кандалакшей. Позже вошёл в комплексную научную группу (КНГ) под руководством Николая Люкшинова. В высшей лиге провёл пять матчей в составе «Зенита» в 1976—1977 годах. В 1981 играл в куйбышевских «Крыльях Советов», в 1984 был тренером команды. Тренировал СКА Ростов-на-Дону в 1983, в 1985 играл в «Зените» (Устинов).
В 1985—1986 — преподаватель кафедры футбола и хоккея института имени Лесгафта. В 2006—2008 — руководитель комплексной научной группы ФК «Химки». С 2010 — доцент кафедры теории и методики футбола. В 2011 году работал помощником главного тренера в клубе «Питер», созданном при кафедре футбола Университета имени Лесгафта.
Похоронен на Южном кладбище в Санкт-Петербурге.